# Monarch (Wanderarbeiter)
Monarch war eine insbesondere bei der ländlichen Bevölkerung Norddeutschlands zwischen ca. 1890 und 1945 geläufige, spezielle Bezeichnung für Wanderarbeiter, die sich zur Erntezeit verdingten, um sich ihren Lebensunterhalt zu verdienen.

## Begriff
Dieser Begriff Monarch hat nichts mit dem des Monarchen als Alleinherrscher gemein, auch wenn immer wieder die Auffassung vertreten wurde, es handele sich um eine Verballhornung desselben. Er entstammt vielmehr ursprünglich aus dem jiddischen Sprachschatz und ist eine Verknüpfung von Makor (für Kamerad) und Nechor (für Fremdling) (nach Wolf 1985.)

## Geschichte

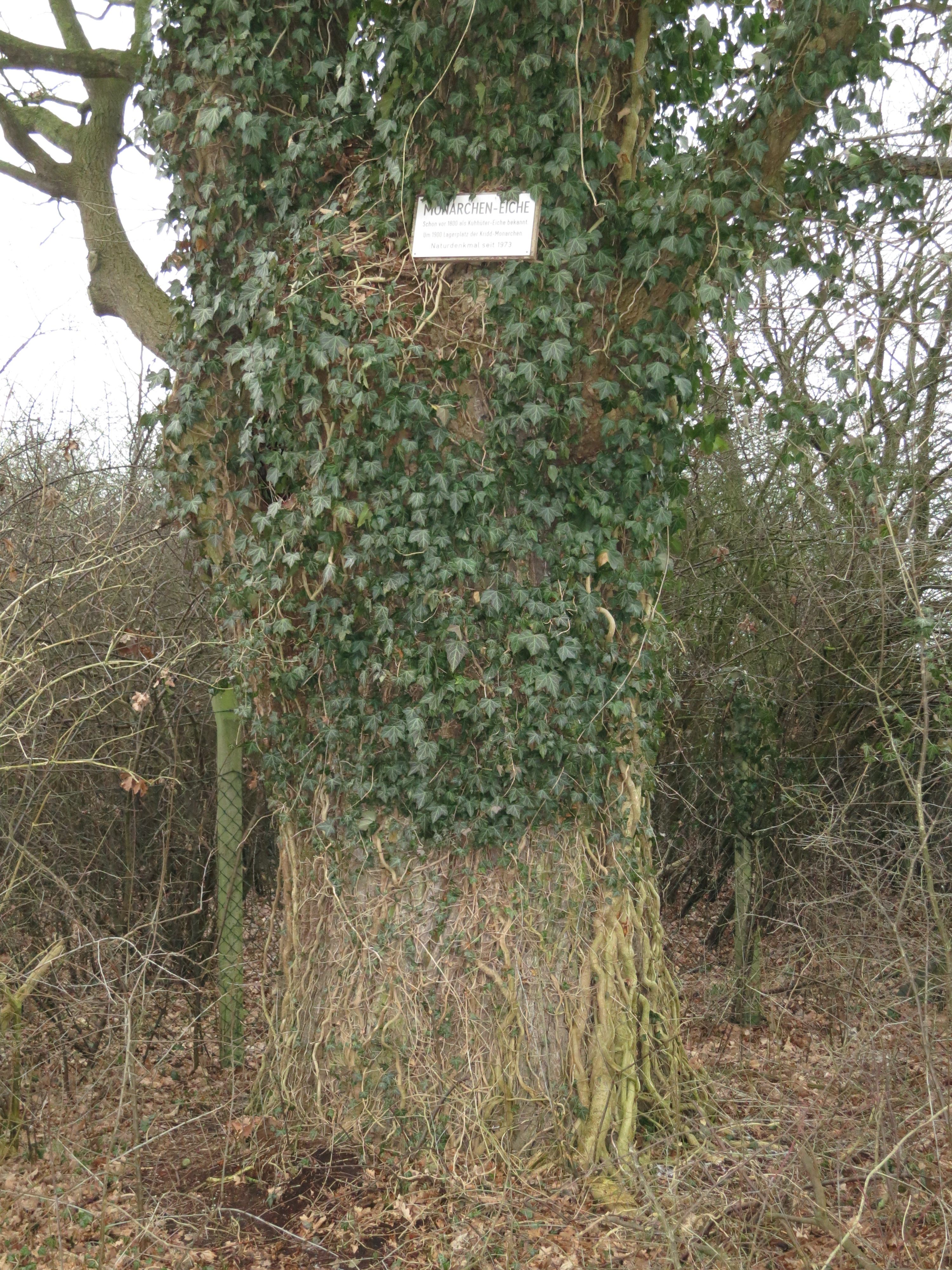
Lägerdorfer Eiche, um 1900 Lagerplatz der Kriddmonarchen = Wanderarbeiter in den Kreidegruben

Auf der Insel Fehmarn war man in den Erntemonaten auf eine sehr große Zahl dieser Helfer angewiesen (Thomsen spricht 1982 von bis zu 3.500 Personen), um das Arbeitsaufkommen auf großen Höfen überhaupt bewältigen zu können. Neben Hilfeleistungen in bäuerlichen Bereichen betätigten sich Monarchen um 1900 auch als Eisenbahnarbeiter beim Ausbau von Nebenstrecken im gesamten nordwestdeutschen Raum und gelangten so bis in das südwestfälische Bergland und in die Eifel. Da sie wegen ihrer rauen Sitten und ihres als rüpelhaft wahrgenommenen Benehmens von der örtlichen Bevölkerung entlang der neu entstehenden Bahnstrecken gemieden wurden, lebten sie oft in Notunterkünften und haben vermutlich teilweise sogar in kleineren Höhlen Unterschlupf gesucht. 
Durch gezielte Kampagnen des nationalsozialistischen Regimes zur Ergreifung von so genannten „Asozialen“ sind die Monarchen vermutlich (nach Ahrweiler 2011) zusammen mit anderen ähnlichen Personengruppen (wie etwa den Vagabunden und Landstreichern) in großer Zahl in die Konzentrationslager überstellt und dort umgebracht worden.